# Ludwig von Kamptz
Albert Ludwig Florus Hans von Kamptz (né le 20 septembre 1810 à Neustrelitz et mort le 15 mai 1884 à Erfurt) est un fonctionnaire et parlementaire prussien.

## Biographie

### Origine
Ludwig von Kamptz est issu d'une famille de la noblesse du Mecklembourg. Il est le fils cadet de l'avocat et ministre prussien de la Justice Karl Albert von Kamptz (1769-1849) et de sa femme Hedwig Susanna Luzia, née von Bülow (1783-1847).

### Carrière
Il entre dans le service administratif prussien en tant qu'assesseur du gouvernement en 1836. En 1841, il devient conseiller du gouvernement à Magdebourg. Deux ans plus tard, il est assistant au ministère prussien de l'Intérieur. En 1844, il est nommé directeur de la police et administrateur de l'arrondissement de Magdebourg. Kamptz est considéré comme particulièrement fidèle au roi et réactionnaire. Pendant son séjour à Magdebourg, il combat sans relâche l'opposition politique et ecclésiastique. C'est notamment contre lui que sont dirigées les violentes émeutes de Magdebourg le 15 mars 1848. Kamptz doit fuir la ville et abandonner ses fonctions. À partir de 1851, Kamptz est conseiller de gouvernement en chef et, en 1863, vice-président du gouvernement à Königsberg. En 1866, il s'installe à Potsdam. Dans les années 1872/73, il est président du district de Köslin et doyen du chapitre de la cathédrale de Naumbourg. Entre 1874 et 1884, il est président du district d'Erfurt. En 1877, il est réprimandé pour avoir critiqué le ministère du Commerce.
Kamptz est député de la chambre des représentants de Prusse en 1852/53 et de 1855 à 1858. À partir de 1882, il est député de la chambre des seigneurs de Prusse.

### Famille
Le 20 septembre 1841, il se marie avec Anna von Krosigk (de) (morte le 18 novembre 1897 à Mersebourg), une fille de Friedrich von Krosigk (de). De ce mariage est né, entre autres, le Generalleutnant prussien Friedrich von Kamptz (1845-1916).